# ボックス・セット
ボックス・セットは、録画された映像作品（ビデオソフト）、録音された音楽作品（アルバム）などの、複数の記録媒体を、ひとつの特別な箱（ボックス）に梱包した形態で販売する商品。
記録媒体には、DVD・Blu-ray Disc・コンパクトディスクなどのディスク、レコード、その他磁気テープ、書籍など様々な形態がある。

## 録画作品

### DVD-BOX
DVDのボックス・セット。
映画やテレビ番組などで連続作品となっているものは、作品をシリーズとしてひとつにまとめるか、あるいはクール（シーズン）ごとにまとめて発売する傾向にある。特に監督など著名な人物ごとのボックスとして発売される場合や、その他にも独自のコンピレーションによるボックス・セットもある。
劇場用映画作品においても、『スター・ウォーズ』などのようにシリーズ化した人気作品は、各作品を全て収録したボックス・セットが後に発売されることがある。

### BD-BOX

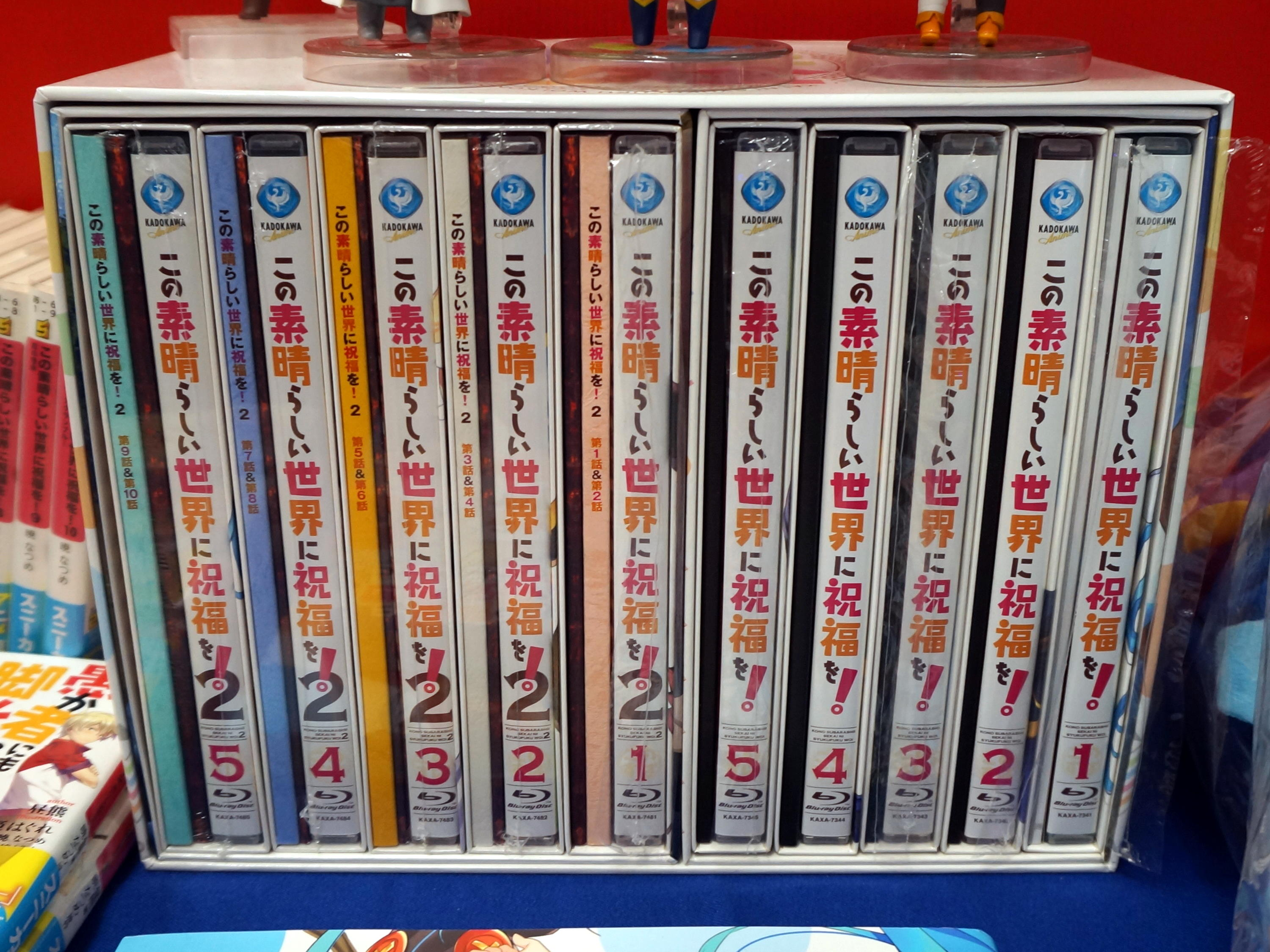
『この素晴らしい世界に祝福を!』テレビアニメBD-BOX

Blu-ray Disc（BD）のボックス・セット。ハイビジョン画質での映像記録が可能である。
フィルムで制作された映画・アニメーション作品などであれば、ハイビジョンあるいは4K解像度でのスキャン及びレストアが行われ、画質が向上している場合が多い。
テレビ番組などビデオ撮影の作品であれば、アップコンバート処理を行い収録されるが、基本的にはただ拡大するだけのため、それほど画質は向上しない。また、アップコンバート処理を行わず収録する場合もあり（ハイレートSD）、この場合はデータ圧縮方式の違いからDVDより圧縮ノイズが生じづらい上に長時間（1枚あたり10時間程度）収録できる。

### LD-BOX
レーザーディスク（LD）のボックス・セット。DVDの普及以前に販売され、LDの衰退後も、1990年代後半まではLD-BOX形態の新作が供給された。
日本国内では、1987年5月にキティ・フィルムから発売されたテレビアニメ『うる星やつら』LD-BOXが、アニメ作品のボックス・セット第1号とされており、『うる星やつら』のLD-BOXは全50枚で33万円の価格にもかかわらず、予約限定の初回分3,000セットが完売する成功を見せ、以後のテレビアニメや特撮テレビ番組のボックス・セット化の道を開いた。

### ビデオBOX
ビデオテープのボックス・セット。DVD・LDの普及以前に販売されていた。現在は中古市場で流通するのみで新作の供給はない。
日本国内では主流を占めたVHS規格の作品が多かったが、ベータマックス規格のビデオ・ボックスも存在した。

### VCD-BOX
ビデオCD（VCD）のボックス・セット。
中国市場向けに、VCD-BOX形態の作品が販売される。

## 録音作品

### CD-BOX
コンパクトディスク（CD）のボックス・セット。
音楽CD-BOXでは、アルバムのボックス・セットが多数を占めるが、シングルのボックス・セットも存在する。またシングル曲（およびそのB面曲）をボックス・セットにした「シングル・コレクション」もしばしば販売される。
音楽CD-BOXの収録曲は様々で、たとえば単独ミュージシャンの音源コレクション、あるレコード会社が原盤権を保有する楽曲のみを集めた作品集、レコード会社の枠を超えて特定時代の流行歌を集めた作品集などがある。
オムニバスCD-BOXの場合、例えば演歌やムード歌謡、戦前・戦中・戦後の歌謡曲、軍歌、フォークソング、アイドル歌謡曲、ニューミュージック、J-POP、唱歌・童謡、オールディーズなどのジャンルごとに分類したものや、廃盤音源を集めたものなどがある。そのほか、流行歌をボーカルなしの演奏（インストゥルメンタル・カラオケ）で収録したものや、リラクゼーションのためのBGMのCD-BOXも存在する。
また音楽作品以外の録音作品、たとえば落語や漫才などの全集や、名作本の朗読集などのCD-BOXも制作されている。

### レコードBOX
レコードのボックス・セット。
音楽CDの普及以前には、複数のレコードをボックス・セットにしたレコードBOXも販売された。近年、アナログレコードが再評価されるにつれて、新たにレコードBOXが発売されるようになっている。